# 清水寺前町
清水寺前町（しみずてらまえちょう）は、愛知県稲沢市の地名。

## 地理

### 河川・池沼
- 光堂川

### 交通
- 祖父江街道

### 施設
- 稲沢市立清水小学校

## 歴史

### 沿革
- 1990年代 - 稲沢市清水町などの一部により、同市清水寺前町が成立。

### WEB
1. ↑  “読み仮名データの促音・拗音を小書きで表記するもの(zip形式) 愛知県” (zip).   日本郵便 (2024年2月29日). 2024年3月26日閲覧。
2. ↑  “市外局番の一覧” (PDF).   総務省 (2022年3月1日). 2022年3月22日閲覧。
3. ↑  “ナンバープレートについて”.   一般社団法人愛知県自動車会議所. 2024年1月21日閲覧。